# Real Servicio Aéreo Naval
El Real Servicio Aéreo Naval (en inglés: Royal Naval Air Service, abreviado como RNAS) fue el arma aérea de la Marina Real Británica hasta el final de la Primera Guerra Mundial, cuando se integró con el Cuerpo Aéreo Real del Ejército Británico y formaron la Real Fuerza Aérea Británica, rama aérea independiente.

## Historia
Cuando se fundó el RFC ("Royal Flying Corps" o Cuerpo Aéreo Real) el 13 de abril de 1912, se hizo para englobar a todas las fuerzas aéreas militares, absorbiendo los componentes aéreos de la Armada, del Ejército y de los Ingenieros Reales. El RNAS fue reconocido el 1 de julio de 1914 por el primer Lord del Almirantazgo Winston Churchill. Esta nueva unidad estaba completamente separada de RFC, exceptuando los entrenamientos que seguían realizándose en Eastchurch.
A finales de la Primera Guerra Mundial, el RNAS tenía más fuerzas aéreas que el RFC. El 1 de abril de 1918, el RNAS se unió al RFC creando la Royal Air Force (RAF). Por aquel entonces, las fuerzas aéreas navales contaban con 67.000 oficiales y personal de tropa, 2949 aparatos, 103 dirigibles y 126 estaciones costeras.
La Royal Navy volvió a obtener su propio servicio aéreo en 1937, cuando el Naval Air Branch volvió al control del Almirantazgo y se recibió el nombre de Fleet Air Arm (Brazo aéreo de la Flota).
- Datos: Q1637285
- Multimedia: Royal Naval Air Service / Q1637285